# Nanyo Kohatsu Kabushiki Kaisha Sugar Mill
Nanyo Kohatsu Kabushiki Kaisha Sugar Mill es una antigua instalación industrial (molino de azúcar) en el pueblo de Songsong en la isla Rota en las Islas Marianas del Norte. Sus ruinas son un importante recuerdo del período del Mandato del Pacífico Sur, cuando el Japón Imperial se dedicaba a la producción de caña de azúcar a gran escala en las Islas Marianas del Norte, y es la única estructura de ladrillos en estas Islas. El molino azucarero de Rota fue una de las principales instalaciones del Nan'yō Kōhatsu Kabushiki Kaisha, la empresa japonesa responsable del desarrollo económico de la zona del mandato. Los restos de este molino azucarero, todo lo que sobrevivió a la captura aliada de Rota durante la Segunda Guerra Mundial, se encuentran en el lado norte de la península que se proyecta al suroeste de Songsong, y consisten en fragmentos de estructuras de ladrillos y hormigón. El elemento más impresionante es un túnel de ladrillo y hormigón de 42.5 metros de longitud, desde el cual se abren aberturas que conducen a las ubicaciones de otras partes del complejo que una vez fue muy extenso.

El sitio del molino fue inscrito en el Registro Nacional de Lugares Históricos en 1981.